# جامعة بودابست متروبوليتان
جامعة بودابست متروبوليتان (بالمجرية: Budapesti Metropolitan Egyetem)(بالإنجليزية: Budapest Metropolitan University) (اختصار: METU) هي جامعة هنغارية خاصة تأسست في عام 2000 تحت اسم كلية بودابست للإدارة والأعمال، ثم أصبحت تحمل اسم جامعة بودابست متروبوليتان في 2015 ، وتُعد أكبر جامعة خاصة في هنغاريا ويدرس بها 3000 طالب دولي.

## نشأة الجامعة وتطورها
جامعة بودابست متروبوليتان هي جامعة خاصة معتمدة تقع في العاصمة الهنغارية بودابست، تأسست عام 2000 باسم كلية بودابست للإدارة والأعمال، إلى أن تم تغيير اسمها إلى الاسم الحالي عام 2015، تقدم الجامعة درجات البكالوريوس في مجالات الأعمال والاتصالات والمحاسبة وغيرها، وتقدم دورات التدريب المهني والدراسات العليا بالإضافة إلى دورات اللغة الإنجليزية للأعمال التجارية والخاصة، الجامعة مجهزة تجهيز جيد وحديث تتميز بالتكنولوجيا العالية مدعومة من الاتحاد الأوروبي.

## الكليات والتخصصات

### كلية الأعمال والاتصالات والسياحة
- إدارة الأعمال [3]
- العلاقات الدولية
- الاقتصاد الدولي
- علوم الاتصال (الصحافة والإعلام)
- الموارد البشرية
- التجارة والتسويق
- المحاسبة والعلوم المالية
- السياحة والضيافة

### كلية الآداب والفنون الإبداعية
- الإنتاج التلفزيوني
- سينما متحركة
- تصوير فوتوغرافي
- التمثيل البصري
- تصميم الوسائط
- التصميم الجرافيكي
- تصميم بيئي
- ثقافة التصميم
- التصوير